# Sandra Bullock

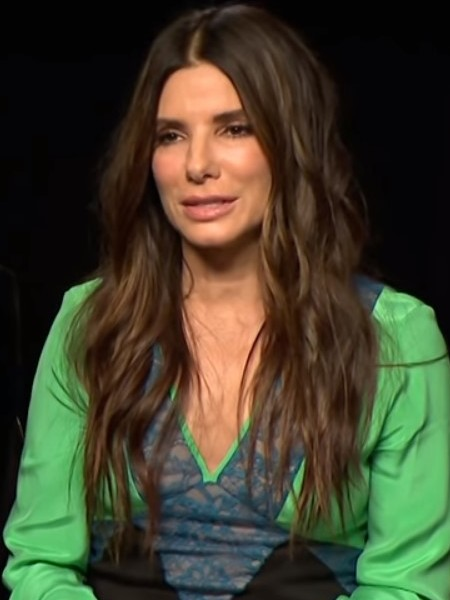
Sandra Bullock, 2018

Sandra Annette Bullock (* 26. Juli 1964 in Arlington, Virginia) ist eine US-amerikanisch-deutsche Schauspielerin, Filmproduzentin und Synchronsprecherin. Sie wurde durch die Actionfilme Demolition Man (1993) und Speed (1994) und die Romanze Während Du schliefst (1995) bekannt und gehört seitdem zu den bestbezahlten Schauspielerinnen Hollywoods.
Zu ihren größten Erfolgen zählen Komödien wie Miss Undercover (2000), Ein Chef zum Verlieben (2002), Selbst ist die Braut (2009) und Taffe Mädels (2013). Sie spielt aber auch ernsthafte Rollen, wie in dem oscarprämierten Episodenfilm L.A. Crash (2004), dem Drama Blind Side – Die große Chance (2009) und dem Science-Fiction-Thriller Gravity (2013).
Für Blind Side – Die große Chance wurde Bullock als beste Hauptdarstellerin mit dem Oscar und dem Golden Globe ausgezeichnet. Gravity, der bislang finanziell erfolgreichste Film ihrer Karriere, brachte ihr neben einer zweiten Oscar-Nominierung als beste Hauptdarstellerin eine Rekordgage von mindestens 90 Millionen US-Dollar ein.

## Leben

### Kindheit und Jugend
Bullock wurde 1964 als Tochter der deutschen Opernsängerin Helga Meyer (1942–2000) und des US-amerikanischen Militärangehörigen und Gesangslehrers John Bullock (1925–2018) geboren. Ihre ersten zwölf Lebensjahre verbrachte sie überwiegend in Nürnberg, da ihre Mutter am örtlichen Staatstheater auftrat; zeitweise lebte die Familie auch in Salzburg und Wien. Sandra und ihre jüngere Schwester (* 1970) traten im Kinderchor auf und übernahmen kleinere Rollen, zum Beispiel in den Opernaufführungen ihrer Mutter. Bullock spricht Deutsch, dem eigenen Bekunden nach mit einem leichten fränkischen Akzent. Bis zu ihrem 18. Lebensjahr besaß sie neben der US-amerikanischen auch die deutsche Staatsangehörigkeit. 2009 beantragte sie zusätzlich einen deutschen Pass. Bullock ist die Cousine der Ehefrau des CSU-Politikers Peter Ramsauer, Susanne.
In Nürnberg besuchte Bullock die Rudolf-Steiner-Schule, in Arlington County die Washington-Lee High School, an der sie als Cheerleader-Captain auftrat und an vielen Theateraufführungen teilnahm. Nach ihrem High-School-Abschluss 1982 studierte sie Schauspiel an der East Carolina University. 1986 brach sie das Studium ab, um in New York City Schauspielerfahrungen zu sammeln, was sich als schwierig erwies. So arbeitete sie unter anderem als Kellnerin, Reinigungskraft, Diskotänzerin und Hundefrisörin, bis sie bei Sanford Meisner ihre Schauspielausbildung beendet hatte. Sie besuchte Schauspielkurse und trat in verschiedenen Studentenfilmen auf. Ihr erstes Engagement hatte sie in dem Off-Broadway-Stück No Time Flat.

### Anfänge der Karriere
1989 zog sie nach Los Angeles und spielte kleine Film- und Fernsehrollen, darunter eine Hauptrolle in dem Fernsehfilm Bionic Showdown: The Six Million Dollar Man and the Bionic Woman. In der Fernsehserie Working Girl, basierend auf dem gleichnamigen Kinohit (Die Waffen der Frauen), hatte sie 1990 eine Hauptrolle, die Serie wurde nach zwölf Episoden eingestellt. Anschließend wirkte sie in mehreren Kinofilmen mit, darunter war eine Hauptrolle in der Komödie Love Potion No. 9 – Der Duft der Liebe (1992) mit Tate Donovan, eine Nebenrolle in dem Thriller Spurlos (1993) mit Jeff Bridges und Kiefer Sutherland sowie eine Nebenrolle in dem Drama The Thing Called Love – Die Entscheidung fürs Leben (1993) mit River Phoenix. Für The Thing Called Love, in dem sie eine Country-Musikerin spielt, schrieb und sang sie den Song Heaven Knocking on My Door.
1993 spielte sie neben Sylvester Stallone und Wesley Snipes in Demolition Man eine Polizistin, da die Schauspielerin Lori Petty, die ursprünglich für die Rolle vorgesehen war, wenige Tage nach Drehbeginn entlassen wurde. Der Actionfilm war Bullocks erster großer finanzieller Erfolg und steigerte ihren Bekanntheitsgrad; er brachte ihr jedoch auch eine Nominierung für eine Goldene Himbeere als schlechteste Nebendarstellerin ein.

### Durchbruch

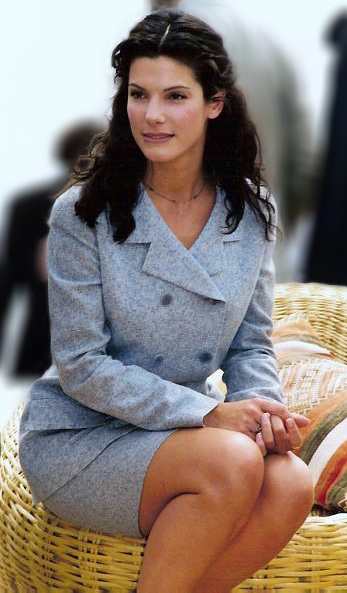
Sandra Bullock, 1996

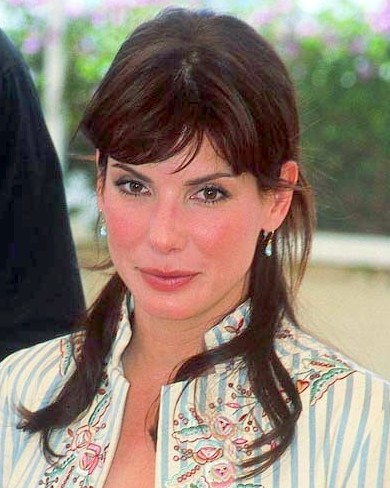
Sandra Bullock, 2002

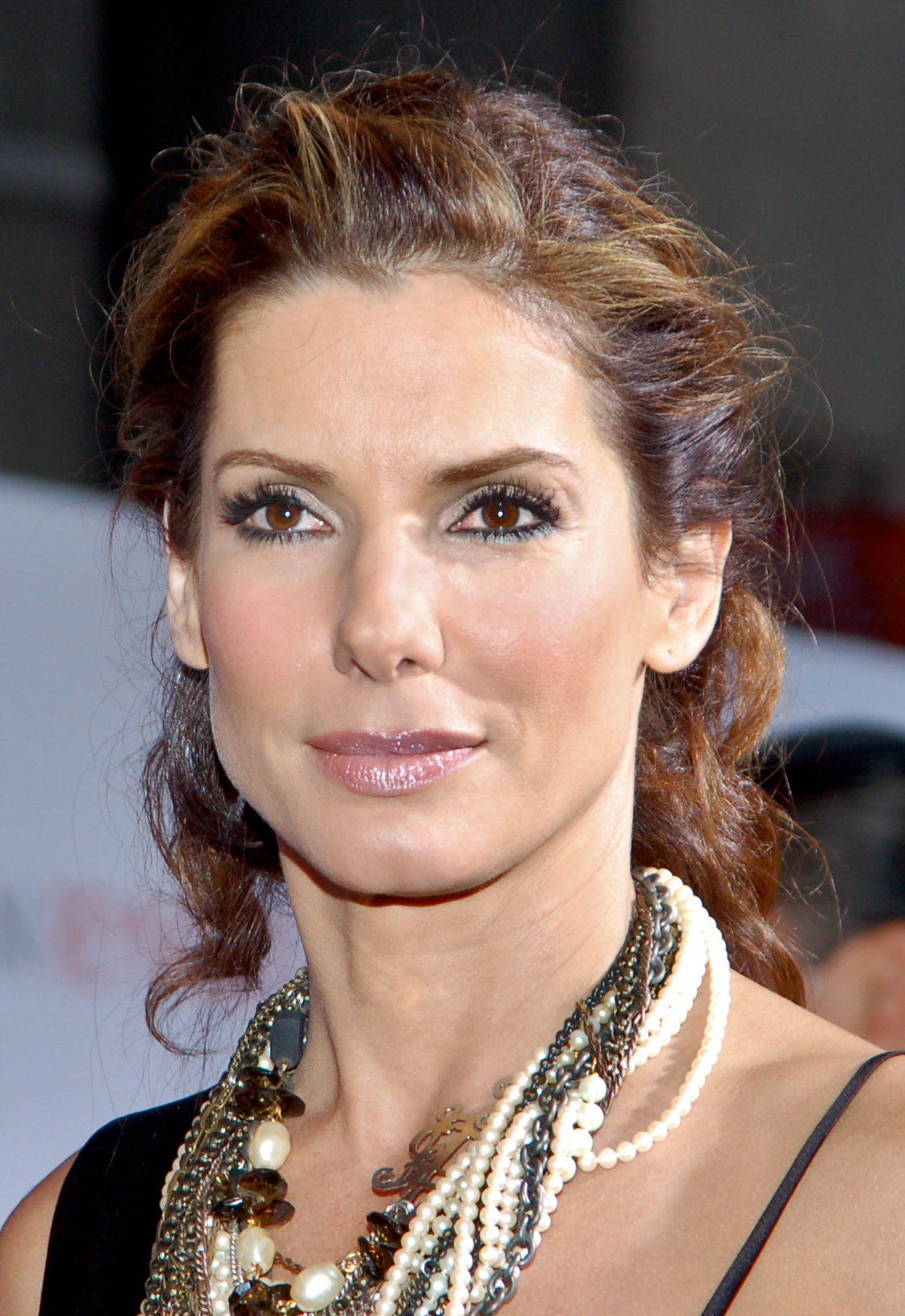
Sandra Bullock, 2009

Ihren Durchbruch in Hollywood hatte sie ein Jahr später mit dem Actionhit Speed an der Seite von Keanu Reeves und Dennis Hopper. Der von Jan de Bont gedrehte Film über einen Linienbus, der wegen einer Bombe an Bord ohne anzuhalten durch den Berufsverkehr von Los Angeles rast (Tagline: Get ready for rush hour – Mach dich bereit für den Berufsverkehr), spielte 1994 weltweit 350,4 Mio. US-Dollar ein. Als Nächstes spielte sie die Hauptrolle in der Romanze Während Du schliefst (1995) an der Seite von Bill Pullman. Der Film war ein weiterer Kassenerfolg und brachte Bullock ihre erste Golden-Globe-Nominierung ein.
Mit dem Thriller Das Netz (1995), der wenig erfolgreichen Komödie Gestohlene Herzen (1996) und dem Justizthriller Die Jury (1996) etablierte sie sich als eine der beliebtesten und am besten bezahlten Schauspielerinnen Hollywoods. In Die Jury, einer Verfilmung des Debütromans von Bestsellerautor John Grisham mit Matthew McConaughey und Samuel L. Jackson, spielte sie eigentlich nur eine Nebenrolle. Aufgrund ihrer Popularität wurde ihr Name auf den Filmplakaten jedoch an erster Stelle genannt. Für die Rolle erhielt Bullock eine Gage von sechs Millionen US-Dollar.
In der Verfilmung des Buches Hemingway in Love and War, In Love and War (1996), verkörperte sie mit Agnes von Kurowsky erstmals eine reale Person. An ihrer Seite spielte Chris O’Donnell den jungen Ernest Hemingway. Der Film, der gemischte Kritiken erhielt, war nicht sehr erfolgreich. 1997 drehte sie unter der Regie von Jan de Bont Speed 2. Die männliche Hauptrolle übernahm Jason Patric, nachdem Keanu Reeves abgelehnt hatte. Bullock bekam 12,5 Millionen US-Dollar Gage. Der Film erwies sich allerdings als Flop, der seine Produktionskosten nicht wieder einspielte. Außerdem bekam er schlechte Kritiken und eine Goldene Himbeere für die „schlechteste Neuverfilmung oder Fortsetzung“ sowie sieben weitere Nominierungen, darunter eine für Bullock als „schlechteste Hauptdarstellerin“.

### Debüt als Regisseurin
1998 war Bullock in dem Drama Eine zweite Chance mit Harry Connick junior zu sehen, dabei arbeitete sie zum ersten Mal als Filmproduzentin. Im selben Jahr spielte sie mit Nicole Kidman in dem Fantasyfilm Zauberhafte Schwestern und gab mit dem Kurzfilm Making Sandwiches ihr Debüt als Drehbuchautorin und Regisseurin. In Making Sandwiches spielte sie neben ihrem Filmpartner aus Die Jury, Matthew McConaughey, mit Eric Roberts – der Film kam allerdings nicht in die Kinos, er wurde nur auf ausgewählten Filmfestivals gezeigt. In dem Zeichentrickfilm Der Prinz von Ägypten (1998) sprach Bullock eine Rolle. 1999 wirkte sie in der Komödie Auf die stürmische Art an der Seite von Ben Affleck mit und etablierte sich damit sehr erfolgreich als ernstzunehmende Schauspielerin.
2000 übernahm sie neben Liam Neeson eine Rolle in der Komödie Ein Herz und eine Kanone. Der Film spielte nicht einmal die Produktionskosten ein. In dem Drama 28 Tage (2000) mit Viggo Mortensen spielte sie eine Alkoholikerin, die nach einem Autounfall im Vollrausch zu einem Aufenthalt in einer Entzugsklinik verurteilt wird. Für diese Darstellung, die so gar nicht ihrem Image als „Everybody’s Darling“ entsprach, erntete Bullock gemischte Kritiken. Mit ihrer Rolle als FBI-Agentin, die als Teilnehmerin bei einer Misswahl eingeschleust wird, konnte sie als Miss Undercover (2000) dagegen einen weltweiten Kinohit (Einspielergebnis 212,7 Mio. US-Dollar) verbuchen. Die Komödie brachte ihr den American Comedy Award sowie ihre zweite Golden-Globe-Nominierung ein.
In dem Thriller Mord nach Plan (2002) war Bullock als Polizistin zu sehen, die ein scheinbar perfektes Verbrechen aufzudecken versucht – inspiriert wurde der Film von dem authentischen Mordfall Leopold und Loeb. Das Südstaaten-Drama Die göttlichen Geheimnisse der Ya-Ya-Schwestern (2002) mit Ellen Burstyn thematisiert einen Mutter-Tochter-Konflikt. Mit Ein Chef zum Verlieben (2002) an der Seite von Hugh Grant bewies Bullock einmal mehr, dass ihre erfolgreichsten Filme im Genre der romantischen Komödie angesiedelt sind; der Film spielte weltweit knapp 200 Mio. US-Dollar ein. 2003 nahm Bullock erneut eine Auszeit von der Schauspielerei.
2004 spielte sie eine Rolle in dem von Kritikern hoch gelobten Episodenfilm L.A. Crash, in dem Menschen in Los Angeles auf unterschiedliche Weise mit den Themen Rassismus und Gewalt konfrontiert werden. Der Film wurde als bester Film mit dem Oscar ausgezeichnet und erhielt weitere Preise, u. a. für das beste Schauspielensemble (Screen Actors Guild Award, Critics’ Choice Award).
Im März 2005 wurde Bullock mit einem Stern auf dem berühmten Hollywood Walk of Fame für ihre künstlerische Arbeit geehrt. Der Stern mit der Nummer 2281 befindet sich neben der Plakette ihres Speed-Filmpartners Keanu Reeves. Im selben Jahr spielte sie eine kleine Nebenrolle in Loverboy, dem Regiedebüt von Kevin Bacon. Für die Hauptrolle in der Fortsetzung Miss Undercover 2 – Fabelhaft und bewaffnet (2005) erhielt sie die Rekordgage von 17,5 Mio. US-Dollar, die Komödie kam aber nicht an den Erfolg des ersten Teils heran.
Für das Drama Das Haus am See stand Bullock 2006 wieder mit Keanu Reeves zusammen vor der Kamera. Im selben Jahr spielte sie in Kaltes Blut – Auf den Spuren von Truman Capote die Rolle der Schriftstellerin Harper Lee. Obwohl der Film über das Leben von Truman Capote bis in die Nebenrollen hinein prominent besetzt war (u. a. Daniel Craig, Gwyneth Paltrow und Sigourney Weaver), stand er im Schatten des Oscar-Gewinners Capote (2005) und floppte an der Kinokasse. 2007 war sie in dem Drama Die Vorahnung mit Julian McMahon zu sehen.

### Comeback und Oscar-Gewinn

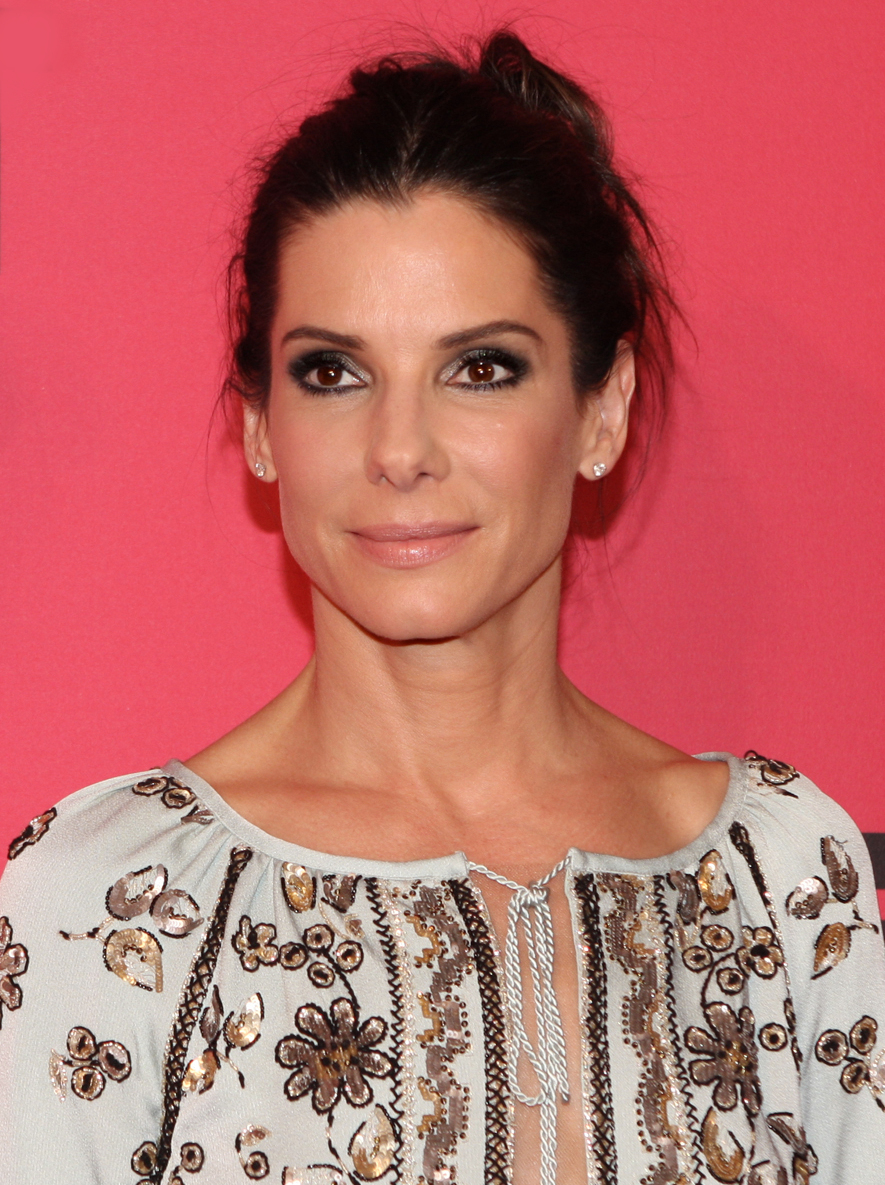
Sandra Bullock (2013)

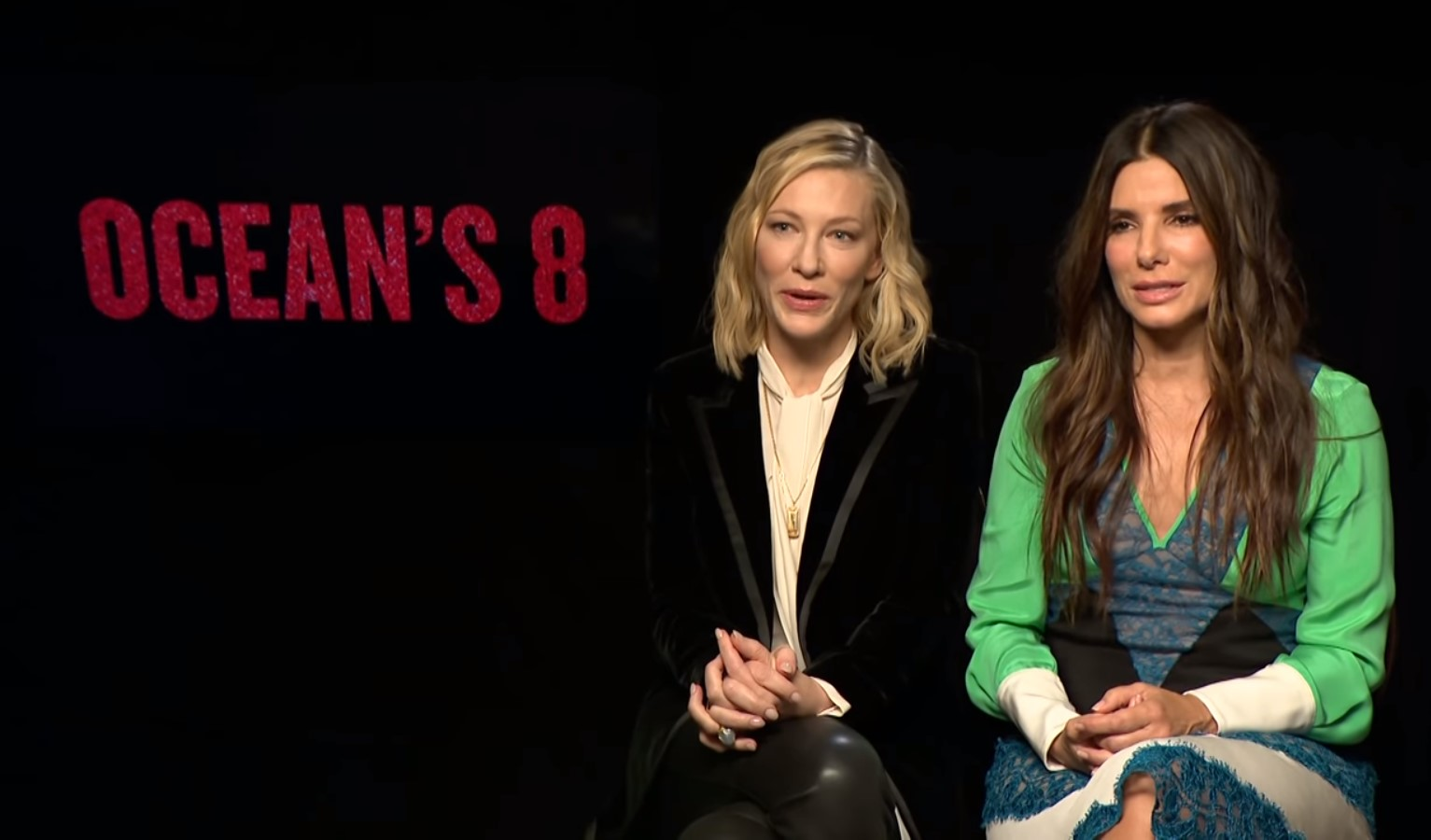
Sandra Bullock und Cate Blanchett, 2018

2009 startete Bullock mit der romantischen Komödie Selbst ist die Braut an der Seite von Ryan Reynolds ein Comeback. Der Film spielte weltweit 317,4 Mio. US-Dollar ein und bescherte ihr die dritte Golden-Globe-Nominierung. Die folgende Komödie Verrückt nach Steve (2009) mit Bradley Cooper war dagegen ein Misserfolg. Bei negativen Kritiken floppte der Film auch finanziell und erhielt fünf Nominierungen für die Goldene Himbeere, u. a. als „schlechtester Film“. Bullock erhielt den Preis als „schlechteste Hauptdarstellerin“.
2009 folgte mit dem Drama Blind Side – Die große Chance die Verfilmung des Lebens von Michael Oher, der als Kind in verschiedenen Pflegefamilien aufwuchs, dann von Sean und Leigh Anne Tuohy adoptiert und schließlich ein erfolgreicher American-Football-Spieler wurde. Der Film spielte weltweit 309,2 Mio. US-Dollar ein und erhielt eine Oscar-Nominierung als bester Film. Bullock erhielt für ihre Darstellung der Adoptivmutter viel Kritikerlob und gewann den Oscar, Golden Globe, Critics’ Choice Award und Screen Actors Guild Award als beste Hauptdarstellerin. Die Oscarverleihung fand am 7. März 2010 statt; einen Tag zuvor hatte sie die Goldene Himbeere als schlechteste Hauptdarstellerin für Verrückt nach Steve persönlich abgeholt. 2011 drehte sie an der Seite von Tom Hanks das Drama Extrem laut & unglaublich nah nach dem gleichnamigen Bestseller von Jonathan Safran Foer. Trotz gemischter Kritiken wurde der Film für mehrere Filmpreise nominiert, u. a. für den Oscar als bester Film.
2013 spielte sie an der Seite von Melissa McCarthy in der erfolgreichen Buddy-Komödie Taffe Mädels (Einspielergebnis 229,9 Mio. US-Dollar) und an der Seite von George Clooney in dem Science-Fiction-Film Gravity. Als einer der erfolgreichsten Filme des Jahres (Einspielergebnis bis 2014: 716,3 Mio. US-Dollar) – und der mit Abstand erfolgreichste in ihrer Karriere – erhielt Gravity zudem hervorragende Kritiken, wobei insbesondere Bullocks Leistung gelobt wurde. Für diese Rolle erhielt sie zahlreiche Nominierungen als beste Hauptdarstellerin, darunter für den Oscar, Golden Globe, Critics’ Choice Award, Screen Actors Guild Award und British Academy Film Award. Gravity wurde in sieben Kategorien ausgezeichnet, u. a. für die beste Regie.
Bullock war 2014 die große Gewinnerin der 40. People’s Choice Awards: Sie wurde als „beliebteste Filmschauspielerin“, „beliebteste Filmschauspielerin – Komödie“ (für Taffe Mädels), „beliebteste Filmschauspielerin – Drama“ (für Gravity) und zusammen mit George Clooney als „beliebtestes Leinwandpaar“ (für Gravity) ausgezeichnet, zudem erhielt Taffe Mädels den Preis als „beliebtester Film – Komödie“ und Gravity den Preis als „beliebtester Film – Drama“. 2019 bestätigte Amazon Prime, dass man an einer Musical-Serie über die Jugend von Sandra Bullock in den 80ern arbeite.

## Privatleben und soziales Engagement
Bullock lebt in New Orleans. 2002 war sie mit dem Schauspieler Ryan Gosling liiert. Sie hatten sich bei den Dreharbeiten zu Mord nach Plan kennengelernt. Die Beziehung hielt sieben Monate. Ab Juli 2005 war sie mit dem Moderator der TV-Show Monster Garage, Jesse James, verheiratet und wurde Stiefmutter von dessen drei Kindern. Im Januar 2010 adoptierte das Paar einen Sohn. Im März 2010 wurden außereheliche Affären ihres Ehemanns bekannt, und Bullock reichte die Scheidung ein, die im Juni 2010 rechtskräftig wurde. Seit Juni 2015 war sie mit dem Fotografen Bryan Randall zusammen, der am 5. August 2023 nach dreijähriger Erkrankung an den Folgen von ALS starb. 2015 adoptierte sie eine Tochter aus einer Pflegefamilie.
Bullock ist als großzügige Unterstützerin wohltätiger Organisationen bekannt. Nach den Terroranschlägen vom 11. September 2001 spendete sie eine Million US-Dollar an das Rote Kreuz und die gleiche Summe nach dem Seebeben im Indischen Ozean 2004. Nach dem Erdbeben in Haiti 2010 spendete sie erneut eine Million US-Dollar, diesmal an Ärzte ohne Grenzen. 2011 spendete sie eine Million US-Dollar für die Erdbebenopfer des Tōhoku-Erdbebens 2011. Bullock hat eine Produktionsfirma namens Fortis Films.

### Sonstiges

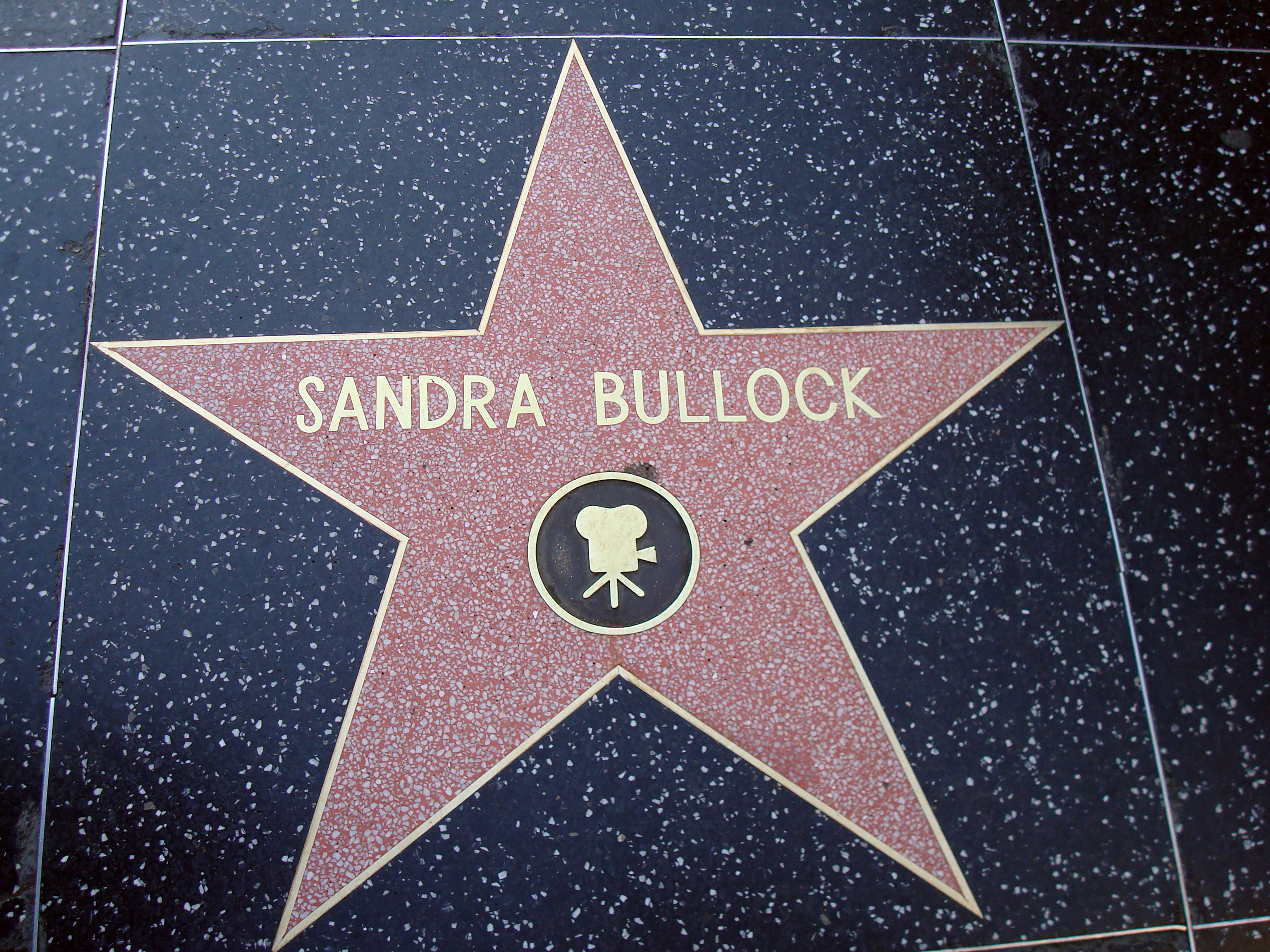
Sandra Bullocks Stern auf dem Hollywood Walk of Fame

Die britische Zeitschrift Empire wählte Bullock im Oktober 1997 auf Platz 58 der 100 größten Filmstars aller Zeiten. 1996 und 1999 wurde sie von der Zeitschrift People unter die 50 schönsten Menschen der Welt gewählt. Bullock eröffnete im November 2006 in ihrer Wahlheimat Austin unter dem Namen Bess ein Nobelrestaurant. Später eröffnete sie ebenfalls in Austin zusammen mit ihrer Schwester die Konditorei Walton’s Fancy and Staple.
2007 belegte sie mit einer Gagenforderung von geschätzten 10 bis 15 Millionen US-Dollar pro Film Platz sechs der bestbezahlten Schauspielerinnen Hollywoods. Mit geschätzten Einnahmen von 56 Millionen US-Dollar zwischen Juni 2009 und Juni 2010 war Bullock laut Forbes Magazine die bestbezahlte Schauspielerin Hollywoods. Die Einnahmen setzten sich aus ihrer Gage für Selbst ist die Braut sowie der Gage für und einer Gewinnbeteiligung an Blind Side – Die große Chance zusammen.
2009 landete sie in einer jährlichen Umfrage unter den Kinobetreibern der USA auf Platz eins der Liste der an der Kinokasse erfolgreichsten Stars. Diesen Rang hatte mit Julia Roberts zuletzt 1999 eine Frau belegt. 2013 war Bullock laut Forbes Magazine die erfolgreichste Schauspielerin des Jahres, gemessen am Einspielergebnis ihrer Filme: Taffe Mädels und Gravity erzielten zusammen ca. 862 Millionen US-Dollar (Platz 5. im Gesamtranking). Bullock gewann bereits sechsmal den People’s Choice Award als beliebteste Filmdarstellerin des Jahres (1996, 1997, 1999, 2006, 2010, 2014), weitere zweimal war sie nominiert (2007, 2008). Im Oktober 2014 wurde der Asteroid (78453) Bullock nach ihr benannt. Im selben Jahr war bei Bullock in Bel Air eingebrochen worden, als sie sich alleine in ihrem Haus befand. Sie versteckte sich währenddessen in einem Schrank. Dieses Erlebnis habe sie nach eigener Aussage derart verwirrt, dass sie sich in Therapie begeben habe.

## Filmografie (Auswahl)

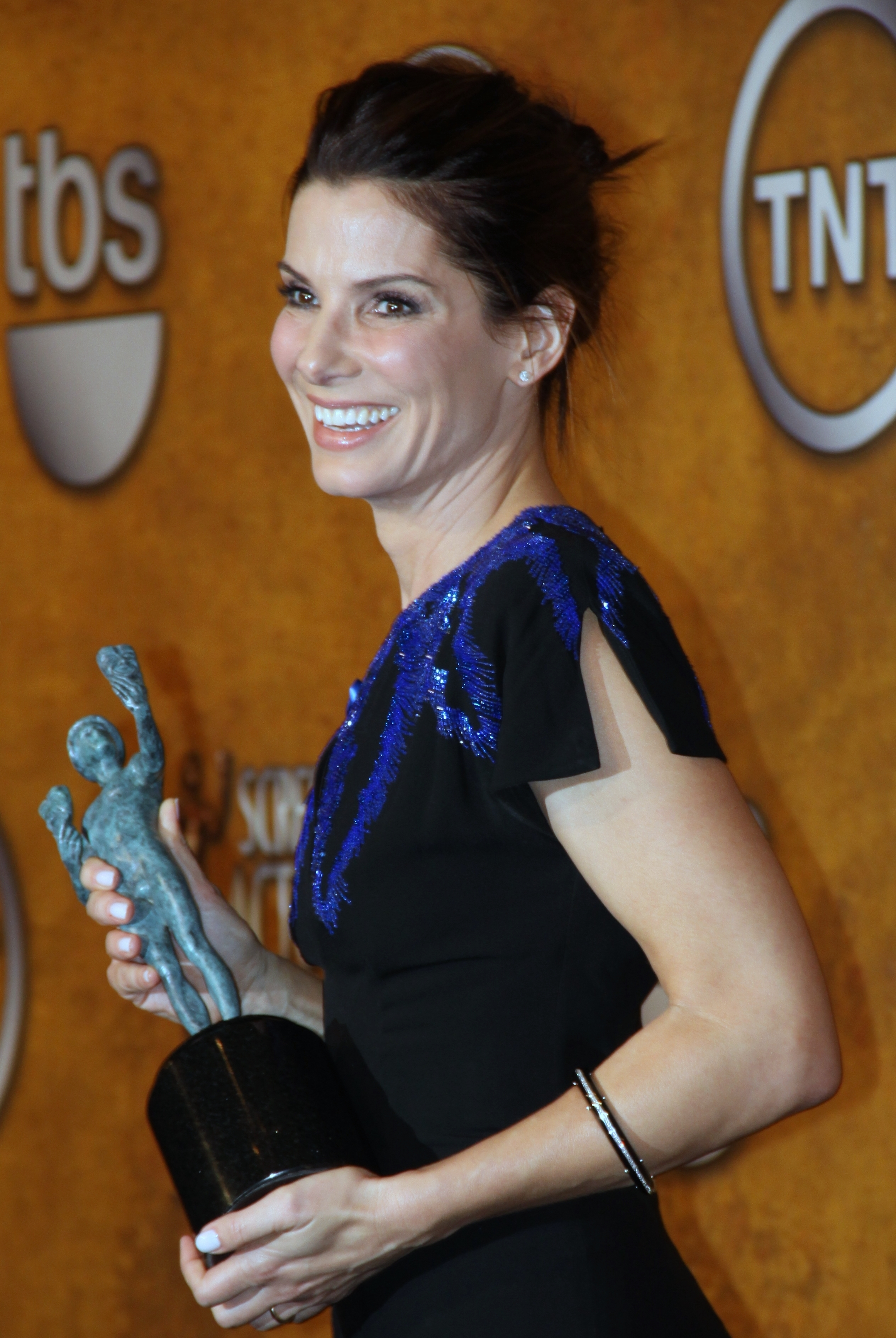
Sandra Bullock, 2010

### Darstellerin
- 1987: Hangmen
- 1989: Bionic Showdown: The Six Million Dollar Man and the Bionic Woman (Fernsehfilm)
- 1989: Starting from Scratch (Fernsehserie, Folge 1x19 Confidence Game)
- 1989: Mord ohne Motiv (The Preppie Murder, Fernsehfilm)
- 1989: Hotline zum Himmel (Religion, Inc.)
- 1990: Heißes Erbe Las Vegas (Lucky Chances, Miniserie, drei Folgen)
- 1990: Working Girl – Die Waffen der Frauen (Working Girl, Fernsehserie, zwölf Folgen)
- 1992: Youngsters – Die Brooklyn Gang (Who Shot Patakango?)
- 1992: Love Potion No. 9 – Der Duft der Liebe (Love Potion No. 9)
- 1993: Mord in der grünen Hölle (Fire on the Amazon)
- 1993: Spurlos (The Vanishing)
- 1993: Die Clique von Beverly Hills (When the Party’s Over)
- 1993: The Thing Called Love – Die Entscheidung fürs Leben (The Thing Called Love)
- 1993: Demolition Man
- 1993: Walter & Frank – Ein schräges Paar (Wrestling Ernest Hemingway)
- 1994: Speed
- 1994: Ein heißer Job (Who Do I Gotta Kill?)
- 1995: Während Du schliefst (While You Were Sleeping)
- 1995: Das Netz (The Net)
- 1996: Gestohlene Herzen (Two if by Sea)
- 1996: Die Jury (A Time to Kill)
- 1996: In Love and War
- 1997: Speed 2 (Speed 2: Cruise Control)
- 1998: Eine zweite Chance (Hope Floats)
- 1998: Zauberhafte Schwestern (Practical Magic)
- 1998: Making Sandwiches (Kurzfilm)
- 1999: Auf die stürmische Art (Forces of Nature)
- 2000: Ein Herz und eine Kanone (Gun Shy)
- 2000: 28 Tage (28 Days)
- 2000: Miss Undercover (Miss Congeniality)
- 2002: Mord nach Plan (Murder by Numbers)
- 2002: Die göttlichen Geheimnisse der Ya-Ya-Schwestern (Divine Secrets of the Ya-Ya Sisterhood)
- 2002: Ein Chef zum Verlieben (Two Weeks Notice)
- 2002, 2004: George Lopez (Fernsehserie, drei Folgen)
- 2004: L.A. Crash (Crash)
- 2005: Loverboy
- 2005: Miss Undercover 2 – Fabelhaft und bewaffnet (Miss Congeniality 2: Armed and Fabulous)
- 2006: Das Haus am See (The Lake House)
- 2006: Kaltes Blut – Auf den Spuren von Truman Capote (Infamous)
- 2007: Die Vorahnung (Premonition)
- 2009: Selbst ist die Braut (The Proposal)
- 2009: Verrückt nach Steve (All About Steve)
- 2009: Blind Side – Die große Chance (The Blind Side)
- 2011: Extrem laut & unglaublich nah (Extremely Loud and Incredibly Close)
- 2013: Taffe Mädels (The Heat)
- 2013: Gravity
- 2013: Aningaaq (Kurzfilm)
- 2015: Die Wahlkämpferin (Our Brand Is Crisis)
- 2018: Ocean’s 8
- 2018: Bird Box – Schließe deine Augen (Bird Box)
- 2021: The Unforgivable
- 2022: The Lost City – Das Geheimnis der verlorenen Stadt (The Lost City)
- 2022: Bullet Train

### Produzentin
- 1996: Our Father
- 1998: Eine zweite Chance (Hope Floats)
- 1999: Trespasses (Kurzfilm)
- 2000: Ein Herz und eine Kanone (Gun Shy)
- 2000: Miss Undercover (Miss Congeniality)
- 2002: Mord nach Plan (Murder by Numbers)
- 2002: Ein Chef zum Verlieben (Two Weeks Notice)
- 2002–2004: George Lopez (Fernsehshow)
- 2004: Sudbury (Fernsehfilm)
- 2005: Miss Undercover 2 – Fabelhaft und bewaffnet (Miss Congeniality 2: Armed and Fabulous)
- 2009: Selbst ist die Braut (The Proposal)
- 2009: Verrückt nach Steve (All About Steve)
- 2021: The Unforgivable
- 2022: The Lost City – Das Geheimnis der verlorenen Stadt (The Lost City)

### Synchronsprecherin
- 1998: Der Prinz von Ägypten (The Prince of Egypt) – Stimme: Miriam (Zeichentrickfilm)
- 2015: Minions – Stimme: Scarlet Overkill

### Regisseurin und Drehbuchautorin
- 1998: Making Sandwiches (Kurzfilm)

## Einspielergebnisse und Kritiken (Auswahl)
| Jahr | Film                                            | Film                                    | Einspielergebnisse in US-Dollar | Einspielergebnisse in US-Dollar | Einspielergebnisse in US-Dollar | Kritiken (Rotten Tomatoes)  | Kritiken (Rotten Tomatoes) |
| Jahr | Deutscher Titel                                 | Originaltitel                           | USA & Kanada                    | Übrige Welt                     | Gesamt                          | Durchschnittliche Bewertung | Positive Bewertung         |
| ---- | ----------------------------------------------- | --------------------------------------- | ------------------------------- | ------------------------------- | ------------------------------- | --------------------------- | -------------------------- |
| 1992 | Love Potion No. 9 – Der Duft der Liebe          | Love Potion No. 9                       | 0,8 Mio.                        | N/A                             | N/A                             | [ 27 ]                      | 27 %                       |
| 1993 | Spurlos                                         | The Vanishing                           | 14,5 Mio.                       | N/A                             | N/A                             | [ 28 ]                      | 47 %                       |
| 1993 | The Thing Called Love                           | The Thing Called Love                   | 1,0 Mio.                        | N/A                             | N/A                             | [ 29 ]                      | 57 %                       |
| 1993 | Walter & Frank – Ein schräges Paar              | Wrestling Ernest Hemingway              | 0,3 Mio.                        | N/A                             | N/A                             | [ 30 ]                      | 60 %                       |
| 1993 | Demolition Man                                  | Demolition Man                          | 58,0 Mio.                       | 101,0 Mio.                      | 159,0 Mio.                      | [ 31 ]                      | 64 %                       |
| 1994 | Speed                                           | Speed                                   | 121,2 Mio.                      | 229,2 Mio.                      | 350,4 Mio.                      | [ 32 ]                      | 93 %                       |
| 1995 | Während Du schliefst                            | While You Were Sleeping                 | 81,1 Mio.                       | 101,0 Mio.                      | 182,1 Mio.                      | [ 33 ]                      | 80 %                       |
| 1995 | Das Netz                                        | The Net                                 | 50,7 Mio.                       | 59,9 Mio.                       | 110,6 Mio.                      | [ 34 ]                      | 36 %                       |
| 1996 | Gestohlene Herzen                               | Two If by Sea                           | 10,7 Mio.                       | N/A                             | N/A                             | [ 35 ]                      | 11 %                       |
| 1996 | Die Jury                                        | A Time to Kill                          | 108,8 Mio.                      | 43,5 Mio.                       | 152,3 Mio.                      | [ 36 ]                      | 67 %                       |
| 1996 | In Love and War                                 | In Love and War                         | 14,5 Mio.                       | 10,9 Mio.                       | 25,4 Mio.                       | [ 37 ]                      | 11 %                       |
| 1997 | Speed 2                                         | Speed 2: Cruise Control                 | 48,6 Mio.                       | 115,9 Mio.                      | 164,5 Mio.                      | [ 38 ]                      | 3 %                        |
| 1998 | Eine zweite Chance                              | Hope Floats                             | 60,1 Mio.                       | 21,4 Mio.                       | 81,5 Mio.                       | [ 39 ]                      | 24 %                       |
| 1998 | Zauberhafte Schwestern                          | Practical Magic                         | 46,8 Mio.                       | 21,5 Mio.                       | 68,3 Mio.                       | [ 40 ]                      | 20 %                       |
| 1999 | Auf die stürmische Art                          | Forces of Nature                        | 52,9 Mio.                       | 41,0 Mio.                       | 93,9 Mio.                       | [ 41 ]                      | 46 %                       |
| 2000 | Ein Herz und eine Kanone                        | Gun Shy                                 | 1,6 Mio.                        | 1,6 Mio.                        | 3,2 Mio.                        | [ 42 ]                      | 24 %                       |
| 2000 | 28 Tage                                         | 28 Days                                 | 37,2 Mio.                       | 25,0 Mio.                       | 62,2 Mio.                       | [ 43 ]                      | 31 %                       |
| 2000 | Miss Undercover                                 | Miss Congeniality                       | 106,8 Mio.                      | 105,9 Mio.                      | 212,7 Mio.                      | [ 44 ]                      | 42 %                       |
| 2002 | Mord nach Plan                                  | Murder by Numbers                       | 31,9 Mio.                       | 24,8 Mio.                       | 56,7 Mio.                       | [ 45 ]                      | 31 %                       |
| 2002 | Die göttlichen Geheimnisse der Ya-Ya-Schwestern | Divine Secrets of the Ya-Ya Sisterhood  | 69,6 Mio.                       | 4,2 Mio.                        | 73,8 Mio.                       | [ 46 ]                      | 44 %                       |
| 2002 | Ein Chef zum Verlieben                          | Two Weeks Notice                        | 93,4 Mio.                       | 105,7 Mio.                      | 199,0 Mio.                      | [ 47 ]                      | 42 %                       |
| 2005 | Miss Undercover 2 – Fabelhaft und bewaffnet     | Miss Congeniality 2: Armed and Fabulous | 48,5 Mio.                       | 52,9 Mio.                       | 101,4 Mio.                      | [ 48 ]                      | 15 %                       |
| 2005 | L.A. Crash                                      | Crash                                   | 54,6 Mio.                       | 43,8 Mio.                       | 98,4 Mio.                       | [ 49 ]                      | 75 %                       |
| 2005 | Loverboy                                        | Loverboy                                | 33,2 Mio.                       | 20,2 Mio.                       | 53,4 Mio.                       | [ 50 ]                      | 17 %                       |
| 2006 | Das Haus am See                                 | The Lake House                          | 52,3 Mio.                       | 62,5 Mio.                       | 114,8 Mio.                      | [ 51 ]                      | 35 %                       |
| 2006 | Kaltes Blut – Auf den Spuren von Truman Capote  | Infamous                                | 1,2 Mio.                        | 1,5 Mio.                        | 2,6 Mio.                        | [ 52 ]                      | 73 %                       |
| 2007 | Die Vorahnung                                   | Premonition                             | 47,9 Mio.                       | 36,3 Mio.                       | 84,1 Mio.                       | [ 53 ]                      | 8 %                        |
| 2009 | Selbst ist die Braut                            | The Proposal                            | 164,0 Mio.                      | 153,4 Mio.                      | 317,4 Mio.                      | [ 54 ]                      | 43 %                       |
| 2009 | Verrückt nach Steve                             | All About Steve                         | 33,9 Mio.                       | 6,2 Mio.                        | 40,1 Mio.                       | [ 55 ]                      | 7 %                        |
| 2009 | Blind Side – Die große Chance                   | The Blind Side                          | 256,0 Mio.                      | 53,2 Mio.                       | 309,2 Mio.                      | [ 56 ]                      | 66 %                       |
| 2011 | Extrem laut & unglaublich nah                   | Extremely Loud & Incredibly Close       | 31,8 Mio.                       | 23,4 Mio.                       | 55,2 Mio.                       | [ 57 ]                      | 47 %                       |
| 2013 | Taffe Mädels                                    | The Heat                                | 159,6 Mio.                      | 70,3 Mio.                       | 229,9 Mio.                      | [ 58 ]                      | 66 %                       |
| 2013 | Gravity                                         | Gravity                                 | 274,0 Mio.                      | 442,3 Mio.                      | 716,3 Mio.                      | [ 59 ]                      | 97 %                       |
|      |                                                 |                                         | 2,1 Mrd.                        | 1,9 Mrd.                        | 4,0 Mrd.                        |                             |                            |

## Filmgagen (Auswahl)
| Jahr | Film                                        | Film                                    | Gage in US-Dollar |
| Jahr | Deutscher Titel                             | Originaltitel                           | Gage in US-Dollar |
| ---- | ------------------------------------------- | --------------------------------------- | ----------------- |
| 1994 | Speed                                       | Speed                                   | 0,50 Mio.         |
| 1995 | Während Du schliefst                        | While You Were Sleeping                 | 1,20 Mio.         |
| 1995 | Das Netz                                    | The Net                                 | 0,25 Mio.         |
| 1996 | Die Jury                                    | A Time to Kill                          | 8,00 Mio.         |
| 1996 | In Love and War                             | In Love and War                         | 10,50 Mio.        |
| 1997 | Speed 2                                     | Speed 2: Cruise Control                 | 11,00 Mio.        |
| 1998 | Eine zweite Chance                          | Hope Floats                             | 11,00 Mio.        |
| 2000 | 28 Tage                                     | 28 Days                                 | 12,50 Mio.        |
| 2002 | Mord nach Plan                              | Murder by Numbers                       | 15,00 Mio.        |
| 2005 | Miss Undercover 2 – Fabelhaft und bewaffnet | Miss Congeniality 2: Armed and Fabulous | 17,50 Mio.        |
| 2009 | Blind Side – Die große Chance               | The Blind Side                          | 20,00 Mio.        |
| 2013 | Taffe Mädels                                | The Heat                                | 10,00 Mio.        |
| 2013 | Gravity                                     | Gravity                                 | 90,00 Mio.        |

## Nicht verwirklichte Filmprojekte
- Candyman’s Fluch (1992) – Bullock war im Gespräch für die Hauptrolle in diesem Horrorfilm, die Rolle ging dann aber an Virginia Madsen.
- Die Braut, die sich nicht traut (1999) – Bullock und Julia Roberts waren im Gespräch für diese romantische Komödie, Roberts bekam schließlich den Zuschlag. 2009 ersetzte Bullock Roberts in Selbst ist die Braut, nachdem Roberts angeblich eine zu hohe Gagenforderung gestellt hatte.
- Million Dollar Baby (2004) – Mehrere Jahre lang versuchte Bullock vergeblich Geldgeber für ein Drama um eine Boxerin zu finden. Der Stoff wurde schließlich ohne Bullocks Mitwirkung von Clint Eastwood mit Hilary Swank in der Hauptrolle realisiert. Bullock dementierte danach entschieden, sie habe die Rolle, welche Hilary Swank ihren zweiten Oscar einbrachte, abgelehnt.
- Couchgeflüster – Die erste therapeutische Liebeskomödie (2005) – Bullock war für die Hauptrolle eingeplant, stieg aber zwei Wochen vor Drehbeginn wegen Differenzen mit Regisseur Ben Younger aus dem Projekt aus. Uma Thurman übernahm die Rolle.
- Capote (2005) – Bullock war für die Rolle der Schriftstellerin Harper Lee im Gespräch, die Rolle ging dann an Catherine Keener. Kurz darauf spielte Bullock dennoch diese Rolle im Film Kaltes Blut – Auf den Spuren von Truman Capote (2006).
- Superman Returns (2006) – Bullock wurde für die Rolle der Lois Lane in Betracht gezogen, die Rolle bekam jedoch Kate Bosworth.
- Wonder Woman – Projekte (1999) und (2001) eines Kinospielfilms nach dem gleichnamigen Comic, wobei sie die Amazonenprinzessin darstellen sollte, kamen nicht zustande.[60] Erst 2017 wurde der Film, Wonder Woman (2017), durch die Produktionsfirma Warner Bros. mit der Regisseurin Patty Jenkins, und als Amazonenprinzessin Gal Gadot, ohne Beteiligung von Sandra Bullock, verwirklicht.